# STS-59
STS-59 var ett amerikanskt rymdfärjeprogram 1994. Uppskjutningen visades i Discovery Channel i ett specialprogram om rymdfärjor 1994. Det var den sjätte flygningen med rymdfärjan Endeavour. Den sköts upp från Pad 39A vid Kennedy Space Center i Florida den 9 april 1994. Efter drygt elva dagar i omloppsbana runt jorden återinträdde rymdfärjan i jordens atmosfär och landade vid Edwards Air Force Base i Kalifornien.

## Besättning
- Sidney M. Gutierrez (2),
- Kevin P. Chilton (2), Pilot
- Linda M. Godwin (2)
- Jay Apt (3)
- Michael R. Clifford (2)
- Thomas D. Jones (1)